# Vlakte van Jizreël
De vlakte van Jizreël, ook wel de Jizreëlvallei (Hebreeuws: עמק יזרעאל Emek Jizreël; in Israël vaak Ha’emek (=de Vallei) genoemd) is een vruchtbare vlakte in het Noorddistrict in Israël. Vaak wordt hij ook haEmek ("Het dal") genoemd. De vlakte ligt in het zuiden van Laag-Galilea. De grootste stad in de vallei is Afula, die ook bekendstaat als de "Hoofdstad van de vallei". De vlakte was het toneel van Slag bij Gilboa.